# Atletismo nos Jogos Mundiais Militares de 2011 - Arremesso de martelo feminino
A competição do lançamento de martelo feminino nos Jogos Mundiais Militares de 2011 aconteceu no dia 22 de julho no Estádio Olímpico João Havelange.

## Medalhistas[1]
| Ouro   | CHN Wenxiu Zhang         |
| Prata  | UKR Nataliia Zolotukhina |
| Bronze | VEN Rosa Rodriguez       |

## Final[1]
| Pos.              | Atleta               | País       | Tempo | Notas |
| ----------------- | -------------------- | ---------- | ----- | ----- |
| Medalha de ouro   | Wenxiu Zhang         | China      | 74.29 | CR    |
| Medalha de prata  | Nataliia Zolotukhina | Ucrânia    | 67.93 |       |
| Medalha de bronze | Rosa Rodriguez       | Venezuela  | 67.16 |       |
| 4                 | Martina Hrasnova     | Eslováquia | 66.10 |       |
| 5                 | Youlian Xia          | China      | 59.33 |       |
| 6                 | Ahymara Espinosa     | Venezuela  | NM    |       |